# Молёй
Молёй (норв. Måløy) — город, административный центр коммуны Вогсёй в губернии Согн-ог-Фьюране, Норвегия. На 1 января 2007, Молёй имел население 3003 человек, плотность 1444 человека на квадратный километр. Молёй расположен на юго-восточной части острова Вогсёй, который дал имя муниципалитету, и связан с материком мостом. Это один из наиболее важных рыболовных портов в этом регионе. В 1997 году Молёй стал городом.

## История
Молёй был основан как торговый центр на маленьком острове Moldøen, находящемся между островом Вогсёй и материком. Поскольку торговля процветала, город постепенно переместился на больший остров Вогсёй, сохранив при этом имя меньшего острова. Это порой приводит к путанице, хотя остров сегодня часто называют «Lisje-Måløyna» (маленький Молёй) или «Øyna» (остров).
Во время второй мировой войны город был использован в качестве немецкой прибрежной крепости.
Захват и удержание города десантно-диверсионной группой было одной из важнейших целей операции «Стрельба из лука» специальных подразделений британских вооруженных сил в декабре 1941 года.

## Достопримечательности
На городской площади города есть памятник местным жителям двух бывших коммун, павших во Вторую мировую войну. Еще один памятник, расположенный в другом месте города, мемориал Мартину Линге, посвящён норвежцам, погибшим в ходе операции «Стрельба из лука». Несколько улиц в Молёй имеют названия, а большинство, особенно расположенные на склоне горы, только пронумерованы.

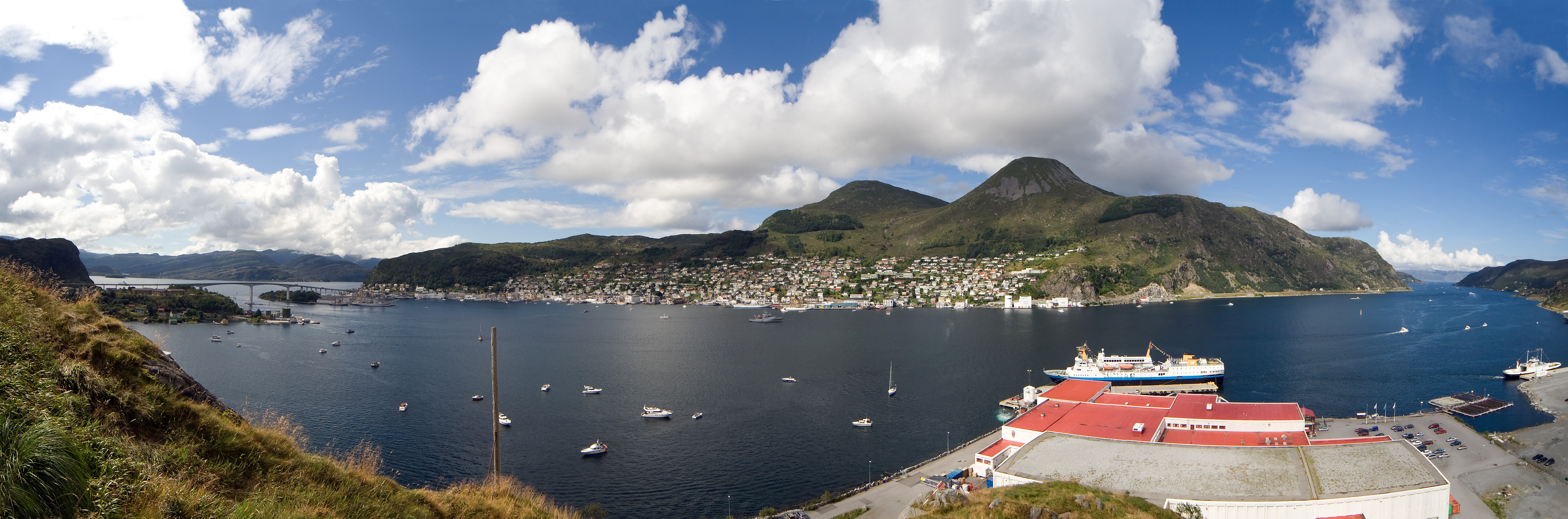
Панорама

## Культура
В городе каждый год проходит фестиваль. В 2004 году здесь проходила регата «The Tall Ships' Races». Эти события проходили в городе с 28 июля до 4 августа. В событие вложено 18 миллионов крон, и правительство губернии выступило спонсором, вложив 2,5 миллиона норвежских крон. Город гостеприимно принял регату.
В городе есть гимназия, несколько младших классов средней школы и начальных школ, расположенных в непосредственной близости от города. Ближайшими учреждениями высшего образования являются губернские колледжи университетов, расположенные в коммунах Согндал и Фёрде, Олесуннский университетский колледж в Олесунне, а также университет Бергена в городе Берген.

#### Спорт
Местный футбольный клуб является результатом слияния в 2002 году независимых клубов «Торнадо» и «Молёй». У клуба два стадиона, один из которых находится в городе. Двое игроков клуба старшей команды играют в норвежской сборной с 2008 года.

## Города-побратимы
Молёй имеет дружеские отношения с Леруик, Шетландские острова.